# Ričardas Nekriošius
Ričardas Nekriošius (Kaunas, 12 de septiembre de 1986) es un deportista lituano que compitió en piragüismo en la modalidad de aguas tranquilas.
Ganó dos medallas en el Campeonato Mundial de Piragüismo, plata en 2011 y bronce en 2018, y una medalla de bronce en el Campeonato Europeo de Piragüismo de 2021.
Participó en los Juegos Olímpicos de Río de Janeiro 2016, ocupando el quinto lugar en la prueba de K2 1000 m.

## Palmarés internacional
| Campeonato Mundial | Campeonato Mundial          | Campeonato Mundial | Campeonato Mundial |
| Año                | Lugar                       | Medalla            | Competición        |
| ------------------ | --------------------------- | ------------------ | ------------------ |
| 2011               | Szeged (Hungría)            | Medalla de plata   | K2 500 m           |
| 2018               | Montemor-o-Velho (Portugal) | Medalla de bronce  | K2 500 m           |
| Campeonato Europeo |                             |                    |                    |
| Año                | Lugar                       | Medalla            | Competición        |
| 2021               | Poznań (Polonia)            | Medalla de bronce  | K2 1000 m          |